# Maskfruktduva
Maskfruktduva (Ramphiculus fischeri) är en fågel i familjen duvor inom ordningen duvfåglar.

## Utseende och läte
Maskfruktduvan är en stor fruktduva. Huvudet är mycket ljust grått med en diagnostisk röd ansiktsmask som sträcker sig nerför nacken som ett svart band. Ovansidan är grön i centrala och norra delarna av utbredningsområdet, medan den är grå i söder. Undersidan är övervägande ljusgrå, med mörka teckningar under stjärten. Lätet består av ett kort och avklippt "whoOP", ofta ökande i volym mot slutet.

## Utbredning och systematik
Maskfruktduva delas in i tre underarter med följande utbredning:
- fischeri-gruppen
  - R. f. fischeri – förekommer i bergsskogar på norra Sulawesi
  - R. f. centralis – förekommer i bergsskogar på centrala och sydöstra Sulawesi
- R. f. meridionalis – förekommer på sydvästra Sulawesi (Lompobattang-massivet)

Birdlife International och internationella naturvårdsunionen IUCN urskiljer sedan 2014 underarten meridionalis som den egna arten "lompobattangfruktduva".

### Släktestillhörighet
Arten placerades tidigare i släktet Ptilinopus. Genetiska studier visar dock att detta släkte är parafyletiskt i förhållande till Alectroenas.

## Levnadssätt
Maskfruktduvan hittas i bergsskogar, där den ses enstaka eller i par, både i undervegetationen och i trädkronorna.

## Status och hot
Arten har ett stort utbredningsområde, men tros minska i antal, dock inte tillräckligt kraftigt för att den ska betraktas som hotad. Internationella naturvårdsunionen IUCN listar arten som livskraftig (LC).

## Namn
Fågelns vetenskapliga artnamn hedrar George Fischer, holländsk kirurg och samlare av specimen i Ostindien. Fram tills nyligen kallades den även fischerturako på svenska, men justerades 2022 till ett enklare och mer informativt namn av BirdLife Sveriges taxonomikommitté.